# آرمان استپانیان
آرمان استپانیان (زاده ۱۳۳۵ در آبادان ) یک عکاس و گرافیست ارمنی‌تبار اهل ایران بود.

## زندگی و فعالیت‌ها
استپانیان در سال ۱۳۳۵ در آبادان متولد شد. او فارغ‌التحصیل گرافیک دانشکده هنرهای زیبای دانشگاه تهران است و از سال ۱۳۷۸ با عکاسی از پرتره‌های حک شده بر سنگ قبرهای موجود در سراسیاب دولاب به عرصهٔ عکاسی حرفه ای وارد شد؛ و از آن هنگام تاکنون از آثار او نمایشگاه‌های انفرادی و گروهی گوناگونی برپا شده‌است از جمله: تسالونیکا، یونان ۱۳۸۱، گالری سیحون، تهران ۱۳۸۱، سوفیتل گالری لوکسامبورگ ۱۳۸۱، مجتمع فرهنگی مرکوری، قبرس ۱۳۸۲، گالری راه ابریشم تهران ۱۳۸۳، موزه نیکولاس وایومینگ، ایالات متحده ۱۳۸۴، گالری راه ابریشم ۱۳۸۴، گالری سانتوس تگزاس، ایالات متحده ۱۳۸۵، گالری قاف، امارات متحده عربی ۱۳۸۷، «ایران درون و برون» موزه چلسی نیویورک، ایالات متحده ۱۳۸۸، «عکس اندرونی» گالری هما، تهران ۱۳۸۹، آلترناتیو کالیگرافی ۲، آرت فر وین، وین 1391.

آثار او ملهم از عکس‌های قدیمی هستند، خودش دراینباره گفته‌است:

در پارکینگ پروانه من بسیاری از تصاویر را که کسی به دنبال آن نیست خریداری می‌کنم. عکس‌های قدیمی، تصاویر خانوادگی بی‌ارزش، مکان‌های نامعلوم یا تبلیغات قدیمی، فیلم‌ها و کارت پستال‌های ساده و دیده نشده.
این تصاویر را تهیه می‌کنم تا در کنار هم به بازی خودم مشغول باشم؛ بازی جذابی که می‌تواند خلاقانه داستان‌سرایی ذهن رویاپرداز من را تقویت کند.

آثار او تا کنون در حراجی‌های کریستیز، ساتبیز و حراج تهران به نمایش درآمده اند.

## نمایشگاه
- گالری افرند، تهران ۱۳۹۵[۷]
- سری تاریخ هنر، گالری هما، تهران ۱۳۹۰[۱]

## پژوهش‌ها
- مقدمه کتاب آقا رضا عکاسباشی، موزه عکاسخانه شهر، تهران ۱۳۸۶
- آقا رضا عکاسباشی، نمایش پژوهشی در همراهی هنگامه معمری، گالری هما، تهران ۱۳۸۹[۸]
- زیبایی‌شناسی درعکاسی قاجار. مجله عکس، تهران 1376[۴]

### رخدادها
- عکس قاجار تا عکس معاصر، گالری افرند، تهران ۱۳۹۶[۹]
- «نگاهی به تاریخ ایران، ارمنی‌های ایران از دریچه دوربین» عنوان نمایشگاهی است که در سال ۱۳۶۹ به همت او در موزه هنرهای معاصر برگزار شد و در آن آثار عکاسانی به نمایش درآمد که از ارامنه عکس گرفته‌اند از قبیل ارنست هولتسر، میرزا عبدالله قاجار، روسی خان و …[۱۰]
- حراج بونهامز، لندن ۱۳۹۳[۱۱]
- حراج کریستیز، پاریس ۱۳۹۰[۱۱]

## جوایز
- دیپلم افتخار جشنواره عکاسی هنر و نیایش، فرهنگسرای نیاوران، تهران ۱۳۷۴[۷]
- دیپلم ویژه هییت داوران، دوسالانه طراحی گرافیک ایران ۱ و ۲، تهران ۱۳۶۵[۷]

## رسانه
- هرچه پیش‌پا افتاده‌تر بهتر، جاوید رمضانی، تندیس ۱۳۹۶[۲]
- گفتگوی سایت عکاسی با آرمان استپانیان، تهران ۱۳۸۷